# Hüttblek
Hüttblek là một đô thị ở huyện Segeberg ở bang Schleswig-Holstein, Đức. Đô thị Hüttblek có diện tích 2,75 km², dân số thời điểm ngày 31 tháng 12 năm 2006 là 370 người.